# Rosalynn Sumners
Rosalynn Diane Sumners (Palo Alto, Califórnia, 20 de abril de 1964) é uma ex-patinadora artística estadunidense. Ela conquistou uma medalha de prata olímpica em 1984, e conquistou uma medalha de ouro em campeonatos mundiais.

## Principais resultados
| Resultados                                            | Resultados      | Resultados        | Resultados       | Resultados        | Resultados       | Resultados    | Resultados    | Resultados    | Resultados    | Resultados    | Resultados    | Resultados    |
| Internacional                                         | Internacional   | Internacional     | Internacional    | Internacional     | Internacional    | Internacional | Internacional | Internacional | Internacional | Internacional | Internacional | Internacional |
| Evento/Temporada                                      | 1979– 1980      | 1980– 1981        | 1981– 1982       | 1982– 1983        | 1983– 1984       |               |               |               |               |               |               |               |
| ----------------------------------------------------- | --------------- | ----------------- | ---------------- | ----------------- | ---------------- | ------------- | ------------- | ------------- | ------------- | ------------- | ------------- | ------------- |
| Jogos Olímpicos                                       |                 |                   |                  |                   | Medalha de prata |               |               |               |               |               |               |               |
| Campeonato Mundial                                    |                 |                   | 6.ª              | Medalha de ouro   |                  |               |               |               |               |               |               |               |
| NHK Trophy                                            |                 |                   |                  | Medalha de prata  |                  |               |               |               |               |               |               |               |
| Skate America                                         |                 |                   |                  | Medalha de ouro   |                  |               |               |               |               |               |               |               |
| Skate Canada International                            |                 | 5.ª               | Medalha de prata | Medalha de bronze |                  |               |               |               |               |               |               |               |
| Internacional – Júnior                                |                 |                   |                  |                   |                  |               |               |               |               |               |               |               |
| Campeonato Mundial Júnior                             | Medalha de ouro |                   |                  |                   |                  |               |               |               |               |               |               |               |
| Nacional                                              |                 |                   |                  |                   |                  |               |               |               |               |               |               |               |
| Campeonato dos Estados Unidos                         |                 | Medalha de peltre | Medalha de ouro  | Medalha de ouro   | Medalha de ouro  |               |               |               |               |               |               |               |
|                                                       |                 |                   |                  |                   |                  |               |               |               |               |               |               |               |
| Legenda: Competição não foi disputada nesta temporada |                 |                   |                  |                   |                  |               |               |               |               |               |               |               |